# Kiểm toán Nhà nước
Kiểm toán Nhà nước là một cơ quan nhà nước có chức năng kiểm toán tài sản công, kiểm tra chi tiêu, đánh giá báo cáo tài chính các cơ quan thuộc chính phủ, giúp tài chính nhà nước minh bạch, hạn chế tham nhũng.
Tùy theo định chế quốc gia, Kiểm toán Nhà nước có thể thuộc Quốc hội hoặc Chính phủ.